# Maurice Hauriou
Maurice Hauriou (n. 17 august 1856, Ladiville, Poitou-Charentes, Franța – d. 12 martie 1929, Toulouse, Franța) a fost un jurist și sociolog francez ale cărui scrieri au modelat dreptul administrativ francez la sfârșitul secolului al XIX-lea și începutul secolului al XX-lea.
Hauriou a predat dreptul public la Universitatea din Toulouse din 1888 și dreptul constituțional din 1920. Opera sa a dat dreptului administrativ francez o nouă bază dogmatică, inclusiv prin manualele sale Précis de droit administratif et de droit public général (1892), Précis élémentaire de droit administratif (1925), Précis de droit constitutionnel (1923) și Principes de droit public (1910).

## Legături externe
- Website dedicated to Maurice Hauriou